# Фіскаль (Уеска)
Фіскаль (ісп. Fiscal) — муніципалітет в Іспанії, у складі автономної спільноти Арагон, у провінції Уеска. Населення — 330 осіб (2009).
Муніципалітет розташований на відстані близько 380 км на північний схід від Мадрида, 46 км на північний схід від Уески.
На території муніципалітету розташовані такі населені пункти: (дані про населення за 2009 рік)
- Альбелья: 13 осіб
- Арреса: 9 осіб
- Боррастре: 21 особа
- Фіскаль: 187 осіб
- Хановас: 0 осіб
- Хав'єрре-де-Ара: 12 осіб
- Лакорт: 0 осіб
- Лардьєс: 9 осіб
- Лігуерре-де-Ара: 34 особи
- Планільйо: 11 осіб
- Сан-Фелісес-де-Ара: 13 осіб
- Сан-Хусте: 6 осіб
- Сан-Мартін-де-Солана: 1 особа
- Санта-Оларія-де-Ара: 1 особа

## Демографія
Динаміка населення (INE ):

## Галерея зображень

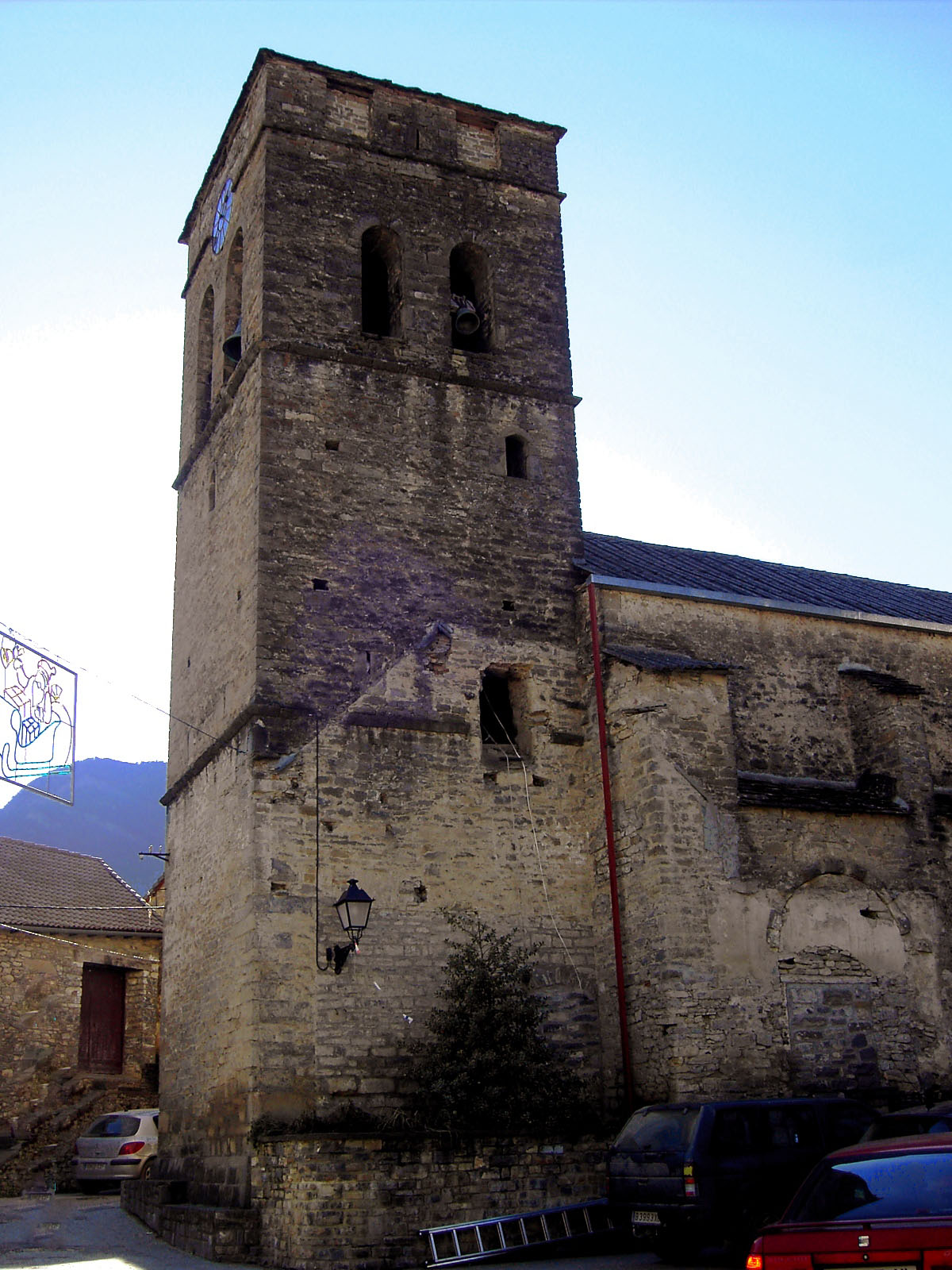
Церква у Фіскалі